# Gödeken
Gödeken is een plaats in het Argentijnse bestuurlijke gebied Caseros in de provincie Santa Fe. De plaats telt 1.707 inwoners.